# Bømlafjordtunnelen
59°42′59″N 05°26′33″Ø / 59.71639°N 5.44250°Ø
Bømlafjordtunnelen er en undersøisk vejtunnel under Bømlafjorden, som forbinder øen Føyno i Stord med fastlandet i Sveio i Vestland fylke i Norge. Den er del af Trekantsambandet på Europavej 39.
Tunnelen er 7.888 meter lang og er Norges længste undersøiske vejtunnel, dybeste punkt er 262,5 meter under havets overflade. Det er det laveste punkt på hele nettet af Europavejsruter, og tunnelen er den tredje dybeste tunnel i Norge efter Eiksundtunnelen og Hitratunnelen. Tunnelen blev åbnet den 28. december 2000, og erstattede færgeruten Skjersholmane-Valevåg.
Et stykke af Bømlafjordtunnelen går under den lille Otterø i Bømlo kommune.